# Alex Gibney
Alex Gibney, född 1953, är en amerikansk filmregissör. Han regisserar företrädesvis dokumentärfilmer.

## Filmografi (i urval)
- 2005 – Enron: The Smartest Guys in the Room
- 2007 – Taxi to the Dark Side
- 2010 – Client 9: The Rise and Fall of Eliot Spitzer
- 2013 – We Steal Secrets: The Story of WikiLeaks
- 2015 – Going Clear
- 2018 – The Looming Tower (TV-serie)
- 2019 – Citizen K